# Acanthodelta pretoriae
Acanthodelta pretoriae är en fjärilsart som beskrevs av William Lucas Distant 1897. Acanthodelta pretoriae ingår i släktet Acanthodelta och familjen nattflyn. Inga underarter finns listade i Catalogue of Life.